# Кадырбаев, Александр Шайдатович
Алекса́ндр Шайда́тович Кадырба́ев (род. 19 апреля 1950, Севастополь) — советский и российский востоковед. Специалист по истории России, Китая, Центральной Азии, культуре и истории тюркских народов.

## Биография
Родился в Севастополе в 1950 году. Семья Кадырбаева была интернациональной (мать — русская, отец — казах). Его отец числился морским офицером. Уехав в г. Владивосток, Александр Шайдатович поступил на восточный факультет Дальневосточного государственного университета, закончив его квалифицированным востоковедом-китаеведом.
Долгое время занимался развитием востоковедческой науки в Казахстане. С 1972 по 1996 г. в Институте истории, археологии и этнографии им. Ч. Ч. Валиханова АН Казахской ССР, а также повышал квалификацию в Национальной Академии Республики Казахстан.
В 1981 по 1983 г. проходил обучение в аспирантуре Ленинградского отделения Института востоковедения АН СССР, где защитил диссертацию «Тюрки (кипчаки, канглы, карлуки) в Китае при монгольской династии Юань» (1984 г.).
Научные интересы Кадырбаева получили дальнейшее развитие за пределы изучения истории Китая. В его исследованиях все больше занимает место поиск этнических корней народов, которые населяют Центральную Азию, и их связь с национальными меньшинствами в Китае.
В 1993 г. защитил докторскую диссертацию «Сэму в юаньской империи».
С 1996 по 1999 г. Кадырбаев, уже будучи профессором, проводил курс лекций на историческом факультете Казахского национального университета им. Аль-Фараби в Алматы.
В 1999 г. становится сотрудником Института востоковедения РАН. Являясь специалистом широкого профиля, Кадырбаев занимается написанием учебных пособий для Института стран Азии и Африки МГУ.
С 2004 г. преподаёт в ИСАА МГУ им. М. В. Ломоносова. С 2006 г. им ведётся активная научная работа и преподавательская деятельность в Российском государственном гуманитарном университете.
С 2012 по 2015 г. — преподаёт в институте стран Востока при ИВ РАН, а с 2017 г. и в Институте практического востоковедения.

## Выступления в СМИ
3 сентября 2009 г. выступление на «РИА-Новости» в телеэфире редакции, вещающей на арабские страны по событиям в Синьцзян-Уйгурский автономном районе Китайской Народной Республики.
1 октября 2009 г. по случаю 60-летия Китайской Народной Республики с А. Л. Рябининым проводил выступление на «Радио России».
В 2010—2012 г. множественные интервью на канале «Культура», где обсуждались такие темы: «История взятия Казани» и «Археологические раскопки скифского золота в Крыму», «Род Милославских в истории России», «Княжна Тараканова. Сюжеты истории России», «Сфинксы Санкт-Петербурга», «Ленька Пантелеев».
3 апреля 2012 г. выступление в «РИА-Новости» на презентации книги А. А. Князева «Векторы и парадигмы киргизской государственности (очерки постсоветской истории)»
9 октября 2020 г. выступал в рамках международного информационно-просветительского проекта «Евразийский Мост». Конференция прошла на площадке МИА «Россия сегодня». Основная тема: «Роль народов СССР в победе над фашизмом во Второй мировой войне и проблемы сохранения исторической памяти о ВОВ на постсовестком пространстве».

## Публикации
1. Тюрки и иранцы в Китае и Центральной Азии XIII—XIV вв. Издательство «Гылым» («Наука»), Алма-Ата, 1990, объём 8 печатных листов. (на русском языке).
2. Очерки истории средневековых уйгуров, джалаиров, найманов и киреитов. Издательство «Рауан», «Демеу», Алматы, 1993, объём 7,5 печатных листов. (на русском языке)[8].
3. Политика КНР в Центральной Азии в свете событий, связанных с военной операцией США в Афганистане и "уйгурский вопрос. МГУим. М. В. Ломоносова. — Историч. фак-т. Междисциплинарный проект-Социально-политические портреты государств Центральной Азии.-Материалы к заседанию «круглого стола» 13 марта 2006 года. М., 2006. Объём 0,4 п.л. (на русском языке).
4. Царица Египта Шаджарат ад-Дурр: 1249—1250 гг. (Повествование о тюркской рабыне, ставшей императрицей и основательницей государства Мамлюков). — Международный симпозиум «Египет, Ближний Восток и глобальный мир», 15-17 мая 2006 г. — Сборник научных трудов РГГУ. — М., 2006.
5. О культурной адаптации тюркских этнических групп в империи Юань. XI научная конференция «Общество и государство в Китае». Москва, Издательство «Наука», 1980, объём 0,3 печатных листа, (на русском языке).
6. Китайские источники монгольской эпохи о внешнеполитических связях тюркских кочевников Казахстана-кыпчаков и канглы с народами Центральной Азии и Дальнего Востока (XII-начало XIII вв.). XIII научная конференция «Общество и государство в Китае».ч.2, Москва, Издательство «Наука»,1982, объём 0,3 печатных листа, (на русском языке).
7. "Юань-ши о генеалогических связях канглы и кераитов. Письменные памятники и проблемы истории культуры народов Востока. XI научная годичная сессия Ленинградского Отделения Института востоковедения АН СССР. Ч.1, М., Издательство «Наука»,1975, объём 0,1 печатный лист, (на русском языке)[1].
8. Китайские источники эпохи Юань о карлуках. Письменные памятники и проблемы истории культуры народов Востока. XIII научная годичная сессия ЛО ИВ АН СССР, М., Издательство «Наука», 1977, 0,2 печатных листа, (на русском языке)[8].

## Критика
Российский историк В. А. Шнирельман критикует Кадырбаева за то, что тот причисляет арийцев и саков к предкам казахов; по словам Шнирельмана, хотя Кадырбаев подчёркивает, что они относились к европеоидной расе и говорили на иранском языке, но «именно с них он начинает длительную линию непрерывной эволюции, которая в конечном итоге привела к появлению современных казахов».